# Мовіла-Оїй
Мовіла-Оїй (рум. Movila Oii) — село у повіті Бузеу в Румунії. Входить до складу комуни Чилібія.
Село розташоване на відстані 101 км на північний схід від Бухареста, 23 км на південний схід від Бузеу, 87 км на південний захід від Галаца, 133 км на південний схід від Брашова.

## Населення
За даними перепису населення 2002 року у селі проживали 466 осіб, з них 464 особи (99,6%) румунів. Усі жителі села рідною мовою назвали румунську.